# طلحامة (ذمار)
طلحامه هي إحدى قرى الجمهورية اليمنية. تتبع جغرافيا لمحافظة ذمار وإداريًا لمديرية جهران. يبلغ تعداد سكانها 2736 نسمة حسب الإحصاء الذي أجري عام 2004.